# Hercule de Charnacé
Hercule Girard Baron de Charnacé (* 3. September 1588 in Champigné; † 1637 in Breda, Vereinigte Niederlande) war ein französischer Diplomat während des Dreißigjährigen Krieges. Er war maßgeblich am Vertrag von Altmark (1629) beteiligt und unterschrieb als Vertreter von Frankreich den Vertrag von Bärwalde (1631). 1633 war er französischer Botschafter in den Niederlanden. 1631 wurde er als Richelieus Sondergesandter an den bayrischen Hof von Kurfürst Maximilian I. gesandt.
Während der Belagerung von Breda (1637) fiel Hercule de Charnacé im Gefecht.